# コレクティブ
コレクティブ（コレクティヴ/collective）とは、少なくとも1つの共通の問題や関心事を共有し、それによって動機づけられ、共通の目的を達成するために協力し合うグループを意味する。
アーティストの集団に対し、コレクティブという言葉が使われることもある。